# Пенцо, Пьерлуиджи
Пьерлуиджи Пенцо (итал. Pier Luigi Penzo; 5 мая 1896 года, Венеция, Королевство Италия — 29 сентября 1928 года, Валанс, Франция) — итальянский летчик и авиатор, ветеран Первой мировой войны (майор) и путешественник.

## Биография
Появился на свет 5 мая 1896 года в Венеции на острове Лидо. Первоначальное образование получил в местном военно — морском училище.
Со вступлением Италии в Первую мировую войну, 24 мая 1915 года, записался в армию в качестве добровольца.
Позже увлекся авиацией, получил патент пилота гидросамолета после обучения в венецианской летной школе.
19 июля 1916 года, во время полета над Шибеником, его самолёт был подбит в двигатель, в результате чего Пенцо был вынужден совершить аварийную посадку и был ранен. Вскоре он был схвачен в городе Сплит и затем судим за ирредентизм. В качестве наказания был отправлен в лагерь для военнопленных, находившийся в австро — венгерском городе Маутхаузен.
После завершения конфликта вернулся в Венецию, став пилотом гражданской авиации.
Также участвовал в авиагонках, на одном из таких мероприятий в 1921 году познакомился с поэтом и политиком Габриэле Д’Аннунцио.
В 1925 году в составе группы из четырёх самолётов совершил международный перелет по маршруту Варезе — Ленинград.
В 1928 году был участником перелета вокруг Средиземного моря (в период с 25 мая по 2 июня).
В том же году присоединился к поискам пропавшего норвежского полярного исследователя Руаля Амундсена.
Погиб в сентябре 1928 года во время гонки по маршруту Страсбург-Авиньон на территории Франции, недалеко от города Валанс.
Его самолёт попал в сильную метель, из — за плохой видимости Пьерлуиджи не справился с управлением и на полной скорости налетел на ЛЭП высокого напряжения, рухнув в воды реки Рона.
Его бортмеханики сумели выжить в катастрофе, в то время как труп самого Пенцо был обнаружен лишь спустя две недели в 50 километрах ниже по течению реки.
В 1960 году пилот был возвращен в Италию и торжественно захоронен на венецианском городском кладбище Сан-Микеле.

## Память
В 1931 году главный футбольный стадион города Венеция, возведенный в 1913 году, был переименован в честь Пьерлуиджи Пенцо.